# Minus Eighty Degree Laboratory Freezer for ISS
Pour les articles homonymes, voir Melfi.

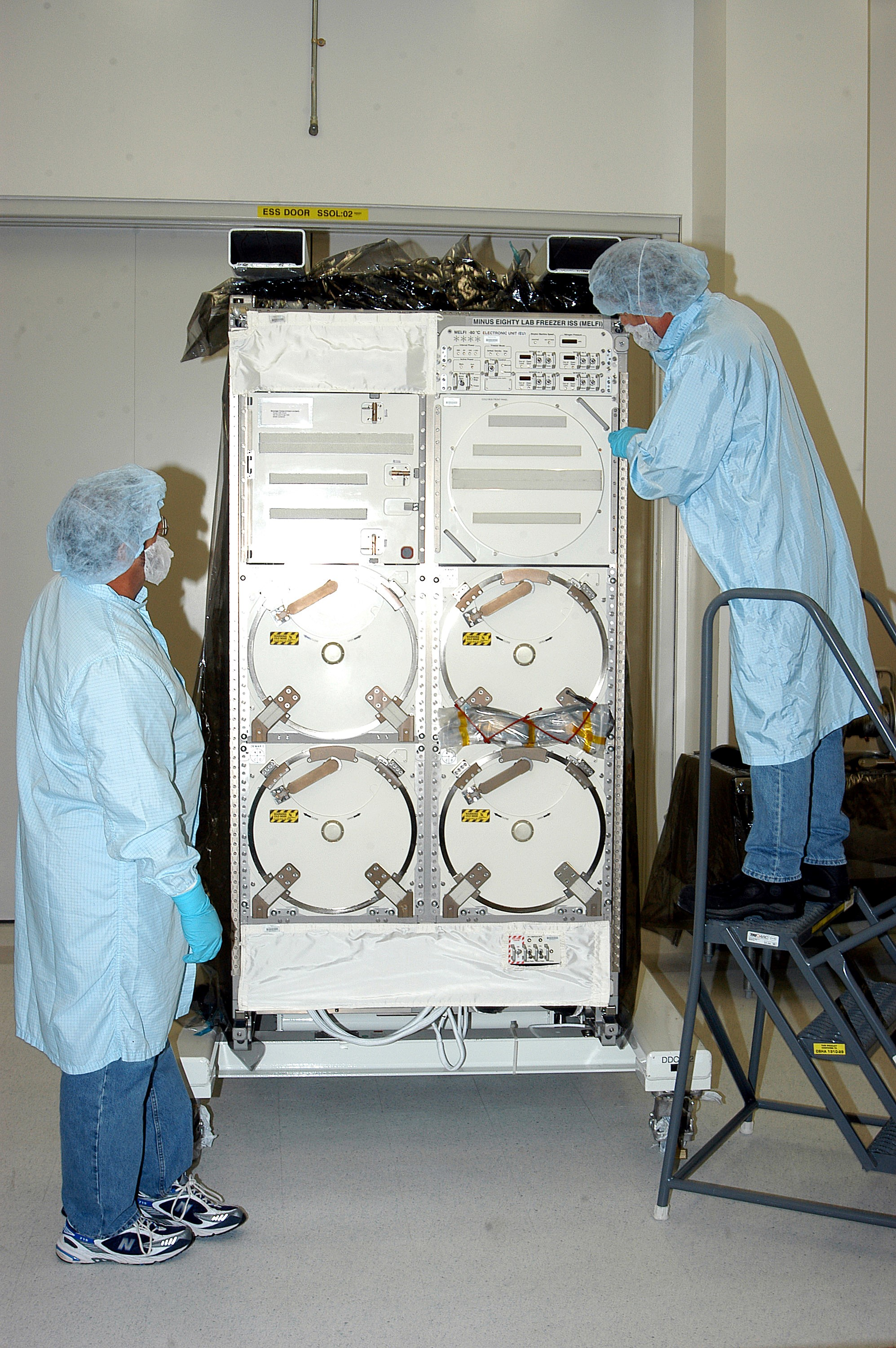
MELFI

Le MELFI (Minus Eighty Degree Laboratory Freezer for the ISS) est un réfrigérateur de stockage de fabrication européenne, installé dans la Station spatiale internationale depuis 2006 (mission STS-121). MELFI se trouve dans le module Destiny.
Le MELFI est une baie à expérience typique qui permet à la station d’avoir un volume de stockage réfrigéré (-80 °C) pour les sciences de la vie ou les échantillons biologiques. Il permettra aussi de ramener les échantillons et les expériences sur Terre via le MPLM de la navette spatiale américaine et est qualifié pour une quinzaine de voyage pendant 10 ans. Les expériences CARD et Immuno y seront stockées par exemple. Le système de réfrigération a été le sujet d’une attention particulière et est le fruit d’un développement technologique sans précédent.